# Torres Calcio 2013-2014
Questa voce raccoglie le informazioni riguardanti l'Associazione Sportiva Dilettantistica Torres Calcio nelle competizioni ufficiali della stagione 2013-2014.

## Organigramma societario
Staff aggiornato al 25 maggio 2013.
Staff dirigenziale
- Presidente: Leonardo Marras
- Segretario: Paolo Desortes
- Direttore Generale: Giorgio Cherchi
- Dirigente: Mario Luiu
- Team Manager: Michele Dettori
- Direttore Sportivo e resp. comunicazione: Aldo Gallizzi

Area tecnica
- Allenatore: Manuela Tesse
- Vice allenatore e preparatore dei portieri: Mario Pompili
- Medico sociale: Cesare Gervasi
- Medico sociale: Flavio Tangianu
- Massofisioterapista: Marco Angius

## Rosa
Rosa, numerazione e ruoli, tratti dal sito ufficiale della società, sono aggiornati al 4 gennaio 2014.
| N. |                        | Ruolo | Calciatrice                         |
| -- | ---------------------- | ----- | ----------------------------------- |
| 1  | Stati Uniti (bandiera) | P     | Arianna Criscione                   |
| 2  | Italia (bandiera)      | D     | Claudia Carta                       |
| 3  | Italia (bandiera)      | D     | Linda Tucceri Cimini                |
| 4  | Italia (bandiera)      | C     | Daniela Stracchi                    |
| 5  | Italia (bandiera)      | D     | Elisabetta Tona (capitano)          |
| 6  | Italia (bandiera)      | A     | Silvia Fuselli                      |
| 7  | Italia (bandiera)      | C     | Giulia Domenichetti (vice capitano) |
| 8  | Svizzera (bandiera)    | C     | Sandy Maendly                       |
| 9  | Italia (bandiera)      | A     | Patrizia Panico                     |
| 11 | Italia (bandiera)      | C     | Sandy Iannella                      |
| 12 | Italia (bandiera)      | C     | Eleonora Depalmas                   |
| 13 | Italia (bandiera)      | D     | Elisa Bartoli                       |
| 14 | Italia (bandiera)      | A     | Fiorella Carboni                    |

| N. |                     | Ruolo | Calciatrice                |
| -- | ------------------- | ----- | -------------------------- |
| 15 | Italia (bandiera)   | C     | Giorgia Casula             |
| 16 | Italia (bandiera)   | C     | Aurora Galli               |
| 17 | Italia (bandiera)   | A     | Sabrina Marchese           |
| 18 | Italia (bandiera)   | A     | Erika Campesi              |
| 19 | Islanda (bandiera)  | D     | Hallbera Guðný Gísladóttir |
| 21 | Italia (bandiera)   | D     | Giorgia Motta              |
| 22 | Svizzera (bandiera) | P     | Gaëlle Thalmann            |
| 24 | Italia (bandiera)   | D     | Eleonora Piacezzi          |
| 86 | Italia (bandiera)   | C     | Chiara Careddu             |
| 87 | Italia (bandiera)   | C     | Marika Floris              |
| 88 | Italia (bandiera)   | D     | Tiziana Gaspa              |
| -- | Slovenia (bandiera) | C     | Kristina Erman             |
| ?? | Italia (bandiera)   | A     | Pamela Conti               |

## Calciomercato

### Sessione estiva
| Acquisti | Acquisti             | Acquisti           | Acquisti   |
| R.       | Nome                 | da                 | Modalità   |
| -------- | -------------------- | ------------------ | ---------- |
| D        | Linda Tucceri Cimini | Riviera di Romagna | svincolata |
| C        | Aurora Galli         | Inter Milano       | definitivo |
| A        | Pamela Conti         | Zorkij Krasnogorsk | svincolata |
| A        | Sabrina Marchese     | Lazio CF           | svincolata |

|  |

### Sessione invernale
| Acquisti | Acquisti                   | Acquisti | Acquisti   |
| R.       | Nome                       | da       | Modalità   |
| -------- | -------------------------- | -------- | ---------- |
| D        | Kristina Erman             | Pomurje  | svincolata |
| D        | Hallbera Guðný Gísladóttir | Piteå IF |            |

| Cessioni | Cessioni       | Cessioni             | Cessioni |
| R.       | Nome           | a                    | Modalità |
| -------- | -------------- | -------------------- | -------- |
| D        | Claudia Carta  | Atletico Oristano    | prestito |
| D        | Giorgia Casula | Villacidro Villgomme | prestito |

## Risultati

### Serie A

#### Girone di andata
| Arbitro: | Enrico Bertozzi (Cesena) |

|  |           |                                                  |
|  | Marcatori | 16’, 30’, 71’ Panico 36’ Iannella 45’, 52’ Conti |

| Arbitro: | Davide Moriconi (Roma 2) |

|                                                    |           |              |
| Panico 7’ Maendly 23’ Domenichetti 41’ Fuselli 75’ | Marcatori | 79’ Bonafini |

| Arbitro: | Mattia Dal Pan (Belluno) |

|  |           |                        |
|  | Marcatori | 17’ Panico 51’ Bartoli |

| Arbitro: | Alessandro Maninetti (Lovere) |

|                                                      |           |  |
| Panico 6’ Tucceri Cimini 27’ Maendly 83’ Fuselli 87’ | Marcatori |  |

| Arbitro: | Marco Nehrir (Cagliari) |

|                               |           |  |
| Fuselli 28’ Panico 77’ (rig.) | Marcatori |  |

| Arbitro: | Daniele Alibrandi (Alessandria) |

|  |           |                                     |
|  | Marcatori | 14’ Iannella 30’ Panico 77’ Maendly |

| Arbitro: | Luca Cherchi (Carbonia) |

|                 |           |  |
| Maglia 21’, 43’ | Marcatori |  |

| Arbitro: | Matteo Grassi (Arezzo) |

|            |           |                           |
| Mendes 55’ | Marcatori | 77’ Conti 79’, 92’ Panico |

| Arbitro: | Matteo Cesarini (Civitavecchia) |

|                              |           |               |
| Fuselli 45’ Conti 85’ (rig.) | Marcatori | 46’ Camporese |

| Arbitro: | Claudio Trapani (Merano) |

|                       |           |           |
| Gabbiadini 14’ (rig.) | Marcatori | 84’ Conti |

| Arbitro: | Valerio Maranesi (Ciampino) |

|                             |           |  |
| Fuselli 25’ Panico 54’, 69’ | Marcatori |  |

| Arbitro: | Roberto Zucchini (Bologna) |

|  |           |                                                           |
|  | Marcatori | 12’ Fuselli 52’, 80’ Panico 60’ Iannella 60’ Domenichetti |

| Arbitro: | Filippo Bonassoli (Bergamo) |

|                                                         |           |  |
| Maendly 5’ Piacezzi 8’, 73’ Conti 33’, 53’ Marchese 90’ | Marcatori |  |

| Arbitro: | Matteo Antonio Scordo (Novara) |

|  |           |                |
|  | Marcatori | 55’, 87’ Conti |

| Arbitro: | Andrea Cattaneo (Civitavecchia) |

|             |           |                                       |
| Fuselli 16’ | Marcatori | 28’ Sabatino 30’ Cernoia 77’ Bonansea |

#### Girone di ritorno
| Arbitro: | Luca D'Aquino (Roma 1) |

|                                                  |           |              |
| Fuselli 9’ Panico 16’, 83’, 85’ Domenichetti 55’ | Marcatori | 33’ Corsiani |

| Arbitro: | Mohamed El Hadi (Rovereto) |

|  |           |                                                              |
|  | Marcatori | 32’, 74’ Panico 35’ Fuselli 39’, 78’, 85’ Iannella 83’ Conti |

| Arbitro: | Andrea Antagonista (Cagliari) |

|                             |           |  |
| Panico 59’ Conti 89’ (rig.) | Marcatori |  |

| Arbitro: | Niccolò Panozzo (Castelfranco Veneto) |

|              |           |                |
| Paoletti 90’ | Marcatori | 4’, 32’ Panico |

| Arbitro: | Giorgio Sangregorio (L'Aquila) |

|           |           |                                                   |
| Nagni 64’ | Marcatori | 16’ (rig.) Conti 37’, 63’, 90’ Panico 65’ Fuselli |

| Arbitro: | Luca Ragone (Ciampino) |

|                                      |           |  |
| Panico 11’, 70’ Fuselli 50’ Tona 84’ | Marcatori |  |

| Arbitro: | Pietro Esposito (Aprilia) |

|  |           |                                  |
|  | Marcatori | 15’, 56’ Panico 29’, 61’ Fuselli |

| Arbitro: | Dario Di Matteo (Roma 2) |

|                                                            |           |           |
| Marchese 22’ Magrini 42’ (aut.) Panico 47’ Gísladóttir 66’ | Marcatori | 2’ Franco |

| Arbitro: | Massimiliano Rasia (Bassano del Grappa) |

|                                                  |           |                                                 |
| Thalmann 5’ (aut.) Brumana 69’ Parisi 93’ (rig.) | Marcatori | 46’ Iannella 63’, 85’ (rig.) Panico 94’ Maendly |

| Arbitro: | Filippo Bonassoli (Bergamo) |

|            |           |  |
| Panico 47’ | Marcatori |  |

| Arbitro: | Alessio D'Amato (Siena) |

|                        |           |                                                                                               |
| Ricci 55’ Fiorucci 69’ | Marcatori | 3’, 62’ Iannella 30’, 53’, 64’, 72’ Panico 42’ (aut.) Ricci 46’, 78’ Fuselli 60’, 77’ Maendly |

| Arbitro: | Marco Nehrir (Cagliari) |

|                                                     |           |  |
| Domenichetti 10’ Maendly 14’ Panico 18’ Fuselli 30’ | Marcatori |  |

| Arbitro: | Alessandro Rosami (Carrara) |

|  |           |                                      |
|  | Marcatori | Panico Maendly Iannella Fuselli Tona |

| Arbitro: | Luca D'Aquino (Roma 1) |

|             |           |  |
| Fuselli 21’ | Marcatori |  |

| Arbitro: | Michele Giordano (Novara) |

|                        |           |            |
| Rosucci 80’ Linari 91’ | Marcatori | 86’ Panico |

### Coppa Italia

#### Ottavi di finale
| Genova 11 dicembre 2013, ore 14:00 CET | Amicizia Lagaccio | 1 – 3 | Torres |  |

#### Quarti di finale
| 24 maggio 2014, ore 15:00 CEST                                               | Inter Milano | 0 – 4 referto                              | Torres |  |
| \| \| \| \| \| \| Marcatori \| 28’ Iannella 40’ Panico Brazzarola Maendly \| |              |                                            |        |  |
|                                                                              |              |                                            |        |  |
|                                                                              | Marcatori    | 28’ Iannella 40’ Panico Brazzarola Maendly |        |  |

#### Semifinali
| Arbitro: | Matteo Marcenaro (Genova) |

|          |           |                         |
| Piva 21’ | Marcatori | 50’ Panico 77’ Iannella |

#### Finale
| Arbitro: | Giorgio Sangregorio (L'Aquila) |

|                 |           |                                       |
| Panico 57’, 82’ | Marcatori | 39’ Bonetti 64’ Zuliani 87’ Camporese |

### Champions League

#### Sedicesimi di finale
| Arbitro: | Lilach Asulin |

|                |           |                          |
| Billa 52’, 70’ | Marcatori | 56’ Fuselli 90’ Marchese |

| Arbitro: | Rhona Daly |

|                                     |           |           |
| Maendly 30’ Panico 44’ Iannella 83’ | Marcatori | 84’ Makas |

#### Ottavi di finale
| Arbitro: | Morag Pirie |

|                           |           |  |
| Tucceri Cimini 18’ (aut.) | Marcatori |  |

| Arbitro: | Esther Staubli |

|                      |           |  |
| Conti 27’ Panico 63’ | Marcatori |  |

#### Quarti di finale
| Arbitro: | Cristina Dorcioman |

|  |           |                                                                                             |
|  | Marcatori | 2’ (aut.) Tucceri Cimini 27’ Wälti 28’ Bremer 44’, 53’ Šimić 55’ Añonma 78’ Elsig 79’ Evans |

| Arbitro: | Gyöngyi Gaál |

|                                           |           |                  |
| Nagasato 38’ Wälti 43’ Hegerberg 54’, 85’ | Marcatori | 49’ Domenichetti |

### Supercoppa Italiana
| Arbitro: | Federico Pragliola (Terni) |

|                      |           |             |
| Conti 22’ Panico 55’ | Marcatori | 24’ Tuttino |

## Statistiche

### Statistiche di squadra
| Competizione     | Punti | In casa | In casa | In casa | In casa | In casa | In casa | In trasferta | In trasferta | In trasferta | In trasferta | In trasferta | In trasferta | Totale | Totale | Totale | Totale | Totale | Totale | DR  |
| Competizione     | Punti | G       | V       | N       | P       | Gf      | Gs      | G            | V            | N            | P            | Gf           | Gs           | G      | V      | N      | P      | Gf     | Gs     | DR  |
| ---------------- | ----- | ------- | ------- | ------- | ------- | ------- | ------- | ------------ | ------------ | ------------ | ------------ | ------------ | ------------ | ------ | ------ | ------ | ------ | ------ | ------ | --- |
| Serie A          | 82    | 15      | 14      | 0       | 1       |         |         | 15           | 13           | 1            | 1            |              |              | 30     | 27     | 1      | 2      | 108    | 18     | +90 |
| Coppa Italia     | -     | -       | -       | -       | -       | -       | -       | -            | -            | -            | -            | -            | -            | -      | -      | -      | -      | -      | -      | -   |
| Supercoppa       | -     | -       | -       | -       | -       | -       | -       | -            | -            | -            | -            | -            | -            | 1      | 1      | 0      | 0      | 2      | 1      | +1  |
| Champions League | -     | 3       | 2       | 0       | 1       | 5       | 9       | 3            | 0            | 1            | 2            | 3            | 7            | 6      | 2      | 1      | 3      | 8      | 16     | -8  |
| Totale           | -     | -       | -       | -       | -       | -       | -       | -            | -            | -            | -            | -            | -            | -      | -      | -      | -      | -      | -      | -   |

### Andamento in campionato
| Giornata  | 1 | 2 | 3 | 4 | 5 | 6 | 7 | 8 | 9 | 10 | 11 | 12 | 13 | 14 | 15 | 16 | 17 | 18 | 19 | 20 | 21 | 22 | 23 | 24 | 25 | 26 | 27 | 28 | 29 | 30 |
| --------- | - | - | - | - | - | - | - | - | - | -- | -- | -- | -- | -- | -- | -- | -- | -- | -- | -- | -- | -- | -- | -- | -- | -- | -- | -- | -- | -- |
| Luogo     | T | C | T | C | C | T | C | T | C | T  | C  | T  | C  | T  | C  | C  | T  | C  | T  | T  | C  | T  | C  | T  | C  | T  | C  | T  | C  | T  |
| Risultato | V | V | V | V | V | V | V | V | V | N  | V  | V  | V  | V  | P  | V  | V  | V  | V  | V  | V  | V  | V  | V  | V  | V  | V  | V  | V  | P  |
| Posizione | 1 | 1 | 1 | 1 | 1 | 1 | 1 | 1 | 1 | 1  | 1  | 1  | 1  | 1  | 3  | 3  | 3  | 2  | 2  | 2  | 2  | 2  | 2  | 2  | 2  | 2  | 2  | 2  | 2  | 2  |

Legenda:

Luogo: C = Casa; T = Trasferta. Risultato: V = Vittoria; N = Pareggio; P = Sconfitta.

### Statistiche delle giocatrici
| Giocatore         | Serie A  | Serie A | Serie A     | Serie A    | Coppa Italia | Coppa Italia | Coppa Italia | Coppa Italia | Supercoppa | Supercoppa | Supercoppa  | Supercoppa | UEFA Champions League | UEFA Champions League | UEFA Champions League | UEFA Champions League | Totale   | Totale | Totale      | Totale     |
| Giocatore         | Presenze | Reti    | Ammonizioni | Espulsioni | Presenze     | Reti         | Ammonizioni  | Espulsioni   | Presenze   | Reti       | Ammonizioni | Espulsioni | Presenze              | Reti                  | Ammonizioni           | Espulsioni            | Presenze | Reti   | Ammonizioni | Espulsioni |
| ----------------- | -------- | ------- | ----------- | ---------- | ------------ | ------------ | ------------ | ------------ | ---------- | ---------- | ----------- | ---------- | --------------------- | --------------------- | --------------------- | --------------------- | -------- | ------ | ----------- | ---------- |
| E. Bartoli        | 27       | 1       | 1           | 0          | ?            | ?            | ?            | ?            | 1          | 0          | 0           | 0          | ?                     | ?                     | ?                     | ?                     | 28+      | 1+     | 1+          | 0+         |
| E. Campesi        | 9        | 0       | 0           | 0          | ?            | ?            | ?            | ?            | 0          | 0          | 0           | 0          | ?                     | ?                     | ?                     | ?                     | 9+       | 0+     | 0+          | 0+         |
| F. Carboni        | 0        | 0       | 0           | 0          | ?            | ?            | ?            | ?            | -          | -          | -           | -          | ?                     | ?                     | ?                     | ?                     | 0+       | 0+     | 0+          | 0+         |
| C. Careddu        | 0        | 0       | 0           | 0          | ?            | ?            | ?            | ?            | -          | -          | -           | -          | ?                     | ?                     | ?                     | ?                     | 0+       | 0+     | 0+          | 0+         |
| C. Carta          | 1        | 0       | 0           | 0          | ?            | ?            | ?            | ?            | -          | -          | -           | -          | ?                     | ?                     | ?                     | ?                     | 1+       | 0+     | 0+          | 0+         |
| G. Casula         | 0        | 0       | 0           | 0          | ?            | ?            | ?            | ?            | -          | -          | -           | -          | ?                     | ?                     | ?                     | ?                     | 0+       | 0+     | 0+          | 0+         |
| A. Criscione      | 9        | -5      | 0           | 0          | ?            | ?            | ?            | ?            | 0          | 0          | 0           | 0          | ?                     | ?                     | ?                     | ?                     | 9+       | -5+    | 0+          | 0+         |
| P. Conti          | 18       | 12      | 2           | 0          | ?            | ?            | ?            | ?            | 1          | 1          | 0           | 0          | ?                     | 1                     | ?                     | ?                     | 19+      | 14+    | 2+          | 0+         |
| E. Depalmas       | 0        | 0       | 0           | 0          | ?            | ?            | ?            | ?            | -          | -          | -           | -          | ?                     | ?                     | ?                     | ?                     | 0+       | 0+     | 0+          | 0+         |
| G. Domenichetti   | 25       | 4       | 2           | 0          | ?            | ?            | ?            | ?            | 1          | 0          | 0           | 0          | ?                     | 1                     | ?                     | ?                     | 26+      | 5+     | 2+          | 0+         |
| K. Erman          | 9        | 0       | 0           | 0          | ?            | ?            | ?            | ?            | -          | -          | -           | -          | ?                     | ?                     | ?                     | ?                     | 9+       | 0+     | 0+          | 0+         |
| M. Floris         | 0        | 0       | 0           | 0          | ?            | ?            | ?            | ?            | -          | -          | -           | -          | ?                     | ?                     | ?                     | ?                     | 0+       | 0+     | 0+          | 0+         |
| S. Fuselli        | 29       | 18      | 2           | 0          | ?            | ?            | ?            | ?            | 1          | 0          | 0           | 0          | ?                     | 1                     | ?                     | ?                     | 30+      | 19+    | 2+          | 0+         |
| A. Galli          | 21       | 0       | 2           | 0          | ?            | ?            | ?            | ?            | 1          | 0          | 0           | 0          | ?                     | ?                     | ?                     | ?                     | 22+      | 0+     | 2+          | 0+         |
| T. Gaspa          | 0        | 0       | 0           | 0          | ?            | ?            | ?            | ?            | -          | -          | -           | -          | ?                     | ?                     | ?                     | ?                     | 0+       | 0+     | 0+          | 0+         |
| H. G. Gísladóttir | 13       | 1       | 0           | 0          | ?            | ?            | ?            | ?            | -          | -          | -           | -          | ?                     | ?                     | ?                     | ?                     | 13+      | 1+     | 0+          | 0+         |
| S. Iannella       | 24       | 10      | 0           | 0          | ?            | ?            | ?            | ?            | 1          | 0          | 0           | 0          | ?                     | 1                     | ?                     | ?                     | 25+      | 11+    | 0+          | 0+         |
| S. Maendly        | 28       | 9       | 6           | 1          | ?            | ?            | ?            | ?            | 1          | 0          | 0           | 0          | ?                     | 1                     | ?                     | ?                     | 29+      | 10+    | 6+          | 1+         |
| S. M. Marchese    | 21       | 2       | 0           | 0          | ?            | ?            | ?            | ?            | 0          | 0          | 0           | 0          | ?                     | 1                     | ?                     | ?                     | 21+      | 3+     | 0+          | 0+         |
| G. Motta          | 26       | 0       | 1           | 0          | ?            | ?            | ?            | ?            | 1          | 0          | 0           | 0          | ?                     | ?                     | ?                     | ?                     | 27+      | 0+     | 1+          | 0+         |
| P. Panico         | 30       | 42      | 0           | 0          | ?            | ?            | ?            | ?            | 1          | 1          | 0           | 0          | 6                     | 2                     | ?                     | ?                     | 37+      | 45+    | 0+          | 0+         |
| E. Piacezzi       | 22       | 2       | 2           | 0          | ?            | ?            | ?            | ?            | 0          | 0          | 0           | 0          | ?                     | ?                     | ?                     | ?                     | 22+      | 2+     | 2+          | 0+         |
| D. Stracchi       | 15       | 0       | 0           | 0          | ?            | ?            | ?            | ?            | 1          | 0          | 0           | 0          | ?                     | ?                     | ?                     | ?                     | 16+      | 0+     | 0+          | 0+         |
| G. Thalmann       | 23       | -13     | 0           | 1          | ?            | ?            | ?            | ?            | 1          | -1         | 0           | 0          | ?                     | ?                     | ?                     | ?                     | 24+      | -14+   | 0+          | 1+         |
| E. Tona           | 15       | 2       | 1           | 0          | ?            | ?            | ?            | ?            | -          | -          | -           | -          | ?                     | ?                     | ?                     | ?                     | 15+      | 2+     | 1+          | 0+         |
| L. Tucceri Cimini | 27       | 1       | 4           | 1          | ?            | ?            | ?            | ?            | 1          | 0          | 0           | 0          | ?                     | ?                     | ?                     | ?                     | 28+      | 1+     | 4+          | 1+         |